# Химна Азербејџана
Државна химна Републике Азербејџан (азер. Azərbaycan Respublikasının Dövlət Himni) је азербејџанска химна; усвојена је 1992. године по проглашењу независности од СССР-а. Оригинално је написана под насловом Азерски марш или Марш Азербајџана (азер. Azərbaycan marşı). Речи је написао песник Ахмед Џавад, а компоновао ју је Узеир Хаџибејли.

## Стихови

### Азербејџански оригинал
| Латиница (званична) | Ћирилица | Арабица |
| Azərbaycan! Azərbaycan! Ey qəhrəman övladın şanlı Vətəni! Səndən ötrü can verməyə cümlə hazırız! Səndən ötrü qan tökməyə cümlə qadiriz! Üçrəngli bayrağınla məsud yaşa! Minlərlə can qurban oldu, Sinən hərbə meydan oldu! Hüququndan keçən əsgər, Hərə bir qəhrəman oldu! Sən olasan gülüstan, Sənə hər an can qurban! Sənə min bir məhəbbət Sinəmdə tutmuş məkan! Namusunu hifz etməyə, Bayrağını yüksəltməyə Namusunu hifz etməyə, Cümlə gənclər müştaqdır! Şanlı Vətən! Şanlı Vətən! Azərbaycan! Azərbaycan! | Азәрбајҹан! Азәрбајҹан! Еј гәһрәман өвладын шанлы Вәтәни! Сәндән өтрү ҹан вермәјә ҹүмлә һазырыз! Сәндән өтрү ган төкмәјә ҹүмлә гадириз! Үчрәнҝли бајрағынла мәсʼуд јаша! Минләрлә ҹан гурбан олду, Синән һәрбә мејдан олду! Һүгугундан кечән әсҝәр, Һәрә бир гәһрәман олду! Сән оласан ҝүлүстан, Сәнә һәр ан ҹан гурбан! Сәнә мин бир мәһәббәт Синәмдә тутмуш мәкан! Намусуну һифз етмәјә, Бајрағыны јүксәлтмәјә Намусуну һифз етмәјә, Ҹүмлә ҝәнҹләр мүштагдыр! Шанлы Вәтән! Шанлы Вәтән! Азәрбајҹан! Азәрбајҹан! | آذربایجان! آذربایجان! ای قهرمان اولادین شانلی وطنی! سندن اوترو جان ورمه‌یه جومله حاضریز! سندن اوتروقان توکمه‌یه جومله قادیریز! اوچرنگلی بایراقین‌لا مسعود یاشا! مینلرله جان قوربان اولدو، سینن حربه میدان اولدو! حقوقوندان کچن عسکر، هره بیر قهرمان اولدو! سن اولاسان گولوستان، سنه هرآن جان قوربان! سنه مین بیر محبت سینه‌مده توتموش مکان! ناموسونو حیفظ اتمه‌یه، بایراقینی یوکسلتمه‌یه ناموسونو حیفظ اتمه‌یه، جومله گنجلر موشتاقدیر! شانلی وطن! شانلی وطن! آذربایجان! آذربایجان! |

### Превод на српски
Азербејџан! Азербејџан!
Славна земљо храбрих синова,
Спремни смо дати наша срца и душе за тебе.
Спремни смо пролити крв за тебе.
Живети срећно уз твоју тробојницу.
Живети срећно уз твоју тробојницу.
Хиљаде душа било је жртвовано за тебе.
Твој простор постао је борилачка арена.
Војници који су дали своје животе
Сваки од њих постао је јунак.
Постани бујајућим врт.
Наши животи увек су жртва за тебе,
Хиљаду похвала је у мом срцу.
За очување твоје части.
За дизање твоје заставе,
И очување твоје части,
Сви млади су ревносни.
Славна земљо! Славна земљо!
Азербејџан! Азербејџан!
Азербејџан! Азербејџан!